# مایکل فولورونشو
مایکل فولورونشو (انگلیسی: Michael Folorunsho؛ زادهٔ ۷ فوریهٔ ۱۹۹۸) بازیکن فوتبال اهل ایتالیا است.